# Benevento Calcio 2009-2010
Questa voce raccoglie le informazioni riguardanti il Benevento Calcio nelle competizioni ufficiali della stagione 2009-2010.

## Rosa
| N. |                      | Ruolo | Calciatore          |
| -- | -------------------- | ----- | ------------------- |
|    | Romania (bandiera)   | P     | Claudiu Ioan Baican |
|    | Italia (bandiera)    | P     | Paolo Corradino     |
|    | Italia (bandiera)    | P     | Pier Graziano Gori  |
|    | Italia (bandiera)    | D     | Davide Cattaneo     |
|    | Italia (bandiera)    | D     | Francesco Colombini |
|    | Italia (bandiera)    | D     | Salvatore Ferraro   |
|    | Italia (bandiera)    | D     | Giovanni Ignoffo    |
|    | Argentina (bandiera) | D     | Juan Landaida       |
|    | Italia (bandiera)    | D     | Ivan Pedrelli       |
|    | Italia (bandiera)    | D     | Diego Palermo       |
|    | Italia (bandiera)    | C     | Gabriele Pacciardi  |
|    | Italia (bandiera)    | C     | Vincenzo De Liguori |

| N. |                      | Ruolo | Calciatore             |
| -- | -------------------- | ----- | ---------------------- |
|    | Italia (bandiera)    | C     | Antonio Vacca          |
|    | Italia (bandiera)    | C     | Emanuele D'Anna        |
|    | Italia (bandiera)    | C     | Giovanni La Camera     |
|    | Italia (bandiera)    | C     | Raffaele Longo         |
|    | Italia (bandiera)    | C     | Giampaolo Ciarcià      |
|    | Francia (bandiera)   | C     | Joseph Agyriba         |
|    | Argentina (bandiera) | A     | Sebastian Andres Bueno |
|    | Italia (bandiera)    | A     | Luigi Castaldo         |
|    | Italia (bandiera)    | A     | Pietro Clemente        |
|    | Italia (bandiera)    | A     | Felice Evacuo          |
|    | Italia (bandiera)    | A     | Domenico Germinale     |

## Organigramma societario
Area direttiva
- Presidente: Oreste Vigorito
- Direttore Sportivo: Massimo Mariotto

Area tecnica
- Allenatore: Leonardo Acori (1ª-16ª / 31ª-34ª e play-off), Andrea Camplone (17ª-30)
- Allenatore in seconda: Carlo Tebi (1ª-16ª / 31ª-34ª e play-off), Fabio Calcaterra (17ª-30)
- Preparatore dei portieri: Sabino Oliva
- Preparatore atletico: Ivano Tito
- Collaboratore Tecnico/Recupero infortunati: Antonio Le Pera